# Поянсола
Поянсо́ла (рос. Поянсола, марій. Поянсола) — присілок у складі Звениговського району Марій Ел, Росія. Входить до складу Кужмарського сільського поселення.

## Населення
Населення — 471 особа (2010; 498 у 2002).
Національний склад (станом на 2002 рік):
- марі — 97 %